# Сањати
Сањати је трећи албум групе Црвена Јабука. Албум је издат 1988. године, а снимљен је у Загребу.
Сањати је албум који је групи Црвена Јабука, после првог хит албума и не тако продаваног другог албума, учврстио позиције групе и донео им велики комерцијални успех. 
На овом албуму су се нашли бројни хитови, међу којима су: Зову нас улице, Свиђа ми се ова ствар, Ти знаш и Има нешто од срца до срца.
Албум је продат у 250.000 примерака и био је један од најпродаванијих албума 1988. године на територији бивше Југославије.
Након објављивања албума, групи су се прикључила и два нова члана: бас-гитариста Бранко Саука и клавијатуриста Златко Воларевић. До 1991. године ово је била и стална постава групе.
Продуцент албума је, по први пут био Никша Братош, мултиинструменталиста из Загреба који је пре рада са Црвеном јабуком свирао у групи Валентино. Након објављивања овог албума је годинама био и стални члан групе.
Албум је промовисан на турнеји која је имала 180 концерта. Све песме на албуму је компоновао и написао текст Златко Арсланагић – Злаја, осим песме Свиђа ми се ова ствар, која је обрада песме Битлса Twist and Shout (аутори Medley/Russell).

## Списак песама
1. Зову нас улице
2. Не дај на себе
3. Ти знаш
4. Очи су се навикле на мрак
5. Свиђа ми се ова ствар
6. Љета која долазе
7. Има нешто од срца до срца
8. Мало ћемо да се купамо
9. Звона звоне
10. Возови полазе
11. На длану ми пише
12. Сањати
13. Збогом памети (бонус песма на ремастеризованом издању 2003. године)

## Чланови групе
- Златко Арсланагић - Злаја: гитара
- Дражен Жерић - Жера: вокал, клавијатуре
- Дарко Јелчић - Цуња: бубњеви, удараљке
- Никша Братош: гитара, бас-гитара, клавијатуре

## Топ листе
| Листа | Највиша позиција |
| ----- | ---------------- |
| Ритам | 5                |

## Обраде
- Зову нас улице[3] - Само на час (Хаустор, 1986)[4]
- Има нешто од срца до срца[5] - Е, мој друже београдски (Филм, 1992)[6]
- Мало ћемо да се купамо[7][8]-Синоћ сам пола кафане попио (Жељко Бебек, 1989)[9]